# Miguel Ángel Velasco
Miguel Ángel Velasco (Palma de Mallorca, 1963 – íd., 1 de octubre de 2010) fue un poeta español, el más importante y original de los de su generación, en la que figuran Vicente Gallego y Carlos Marzal.

## Biografía
Miguel Ángel Velasco nació en Palma de Mallorca en 1963 y cursó estudios de filología y filosofía en la Universidad Complutense de Madrid. Fue colaborador habitual de la revista Archipiélago. Cuadernos de Crítica de la Cultura. Su tarea como investigador se centró en la obra de Elias Canetti. Murió repentinamente el 1 de octubre de 2010 en Mallorca.

## Trayectoria
Velasco logró pronto notoriedad como poeta: en 1979, a los 16 años, obtuvo un accésit del premio Adonais con Sobre el silencio y otros llantos, y en 1981 ganó el premio Adonais con el poemario Las berlinas del sueño. Ambas obras se sitúan en las coordenadas de los novísimos: verso libre, culturalismo e influencia de las vanguardias. Unos años después gana el Premio Ciudad de Melilla con Pericoloso Sporgersi (Libertarias/ Huerga y Fierro, 1985). Tras un largo período de silencio, regresó a la actividad pública con El sermón del fresno (Lucina, 1995), de inspiración clásica, al que siguen otros libros, como El dibujo de la savia (Lucina, 1998) y el emotivo La vida desatada (Pre-Textos, 2000), inspirado por la pérdida de su padre. En su segunda época, Velasco ofrece un tipo de poesía muy distinto al de sus obras iniciales, con preferencia por el verso blanco, endecasílabo o alejandrino. Se aprecia en su dominio de las formas rítmicas el magisterio de Agustín García Calvo. El interés del poeta por los estados alterados de conciencia propiciados por fármacos visionarios como la LSD cristaliza en La miel salvaje (Visor, 2003), Premio Loewe de Poesía de ese año, que le consagra en la poesía española contemporánea como «uno de los poetas fundamentales de su generación».
Tres años después ganaría el Premio Fray Luis de León con Fuego de rueda (Visor, 2006). Cartagena vio su último reconocimiento como poeta cuando en 2007 se alza con el XXll Premio Internacional de Poesía Antonio Oliver Belmás por Memoria del trasluz (Tres Fronteras, 2008).
Justo el año de su fallecimiento sale Ánima de cañón (Renacimiento, 2010), el que será su último libro en vida. Su repentina muerte (el 1 de octubre de 2010) a los cuarenta y siete años conmovió tanto al mundo de la poesía como a la gente cercana que tuvo la suerte de su trato y compañía. En el volumen póstumo La muerte una vez más (Tusquets, 2012) se recoge la obra inédita de un poeta que, como afirmó Carlos Marzal en un homenaje reciente, «vivió la experiencia de la poesía como muy pocos han hecho: fue su destino, su interés primordial, su tabla de salvación (y también su hermana amarga, la hermanastra de los reproches y las peleas). A su manera sólo suya le dispensó la más alta consideración y le entregó sus trabajos y sus ocios, sus sueños y sus pesadillas». Recogidos bajo ese título, La muerte una vez más, y agrupados en cuatro libros: "Espinas", "Historia de las manos", "La muerte una vez más" y "Circulaciones", se presentaron en mayo de 2012 —editados por Isabel Escudero— los poemas que coronaban su obra. En 2017 el poeta navarro Alfredo Rodríguez editó y prologó la antología poética Pólvora en el sueño, que incluía también una recopilación de textos en prosa y entrevistas.
«La mirada que encontramos en sus últimos versos», ha escrito Vicente Gallego, «parece no tener dueño: a fuerza de enfocarse en el objeto, el sujeto se disuelve como agente. Las cosas nos hablan ahora sin la interferencia de un observador que las cargue con sus interpolaciones, y tenemos la sensación de que es su propia música interna la que las empuja y las declara. En la posibilidad de paladear ese misterio, se funda gran parte de la visión solar y sagrada del mundo.» Ya Agustín García Calvo se dirigió a él para agradecerle en 1998 sus altas artes poéticas y musicales: su cuidado del ritmo del lenguaje, el sonar de los versos al oído: «Tus versos me desplegaban tantas palpables maravillas…, la memoria viva de lo que se podía palpar y se nos roba de entre los dedos. Y, si la poesía estaba para descubrir la mentira de la realidad, puede que haya otras vías…; pero es tan inmediata y sensible esa que se te ha dado de que en un grano cualquiera de la masa, vendida y despreciada, estalle la infinitud, el no saber en el sentir…». Escribió también, de manera habitual, en la barcelonesa revista Ulises.

## Obras
- Sobre el silencio y otros llantos (1979)
- Las berlinas del sueño (1981)
- Pericoloso sporgersi (1986)
- El sermón del fresno (1995)
- Bosque adentro (1997)
- El dibujo de la savia (1998)
- La vida desatada (2000)
- La miel salvaje (2003)
- Fuego de rueda (2006)
- La mirada sin dueño (Antología) (2008)
- Memoria del trasluz (2008)
- Ánima de cañón (2010)
- La muerte una vez más (2012)
- Pólvora en el sueño (Antología) (2017)